# William F. Baker
William Frazier Baker, plus connu sous le nom de Bill Baker, est un ingénieur américain né le 9 octobre 1953 à Fulton, Missouri. Il doit sa notoriété principalement à son travail sur la tour Burj Khalifa, plus haute tour du monde,. Ce spécialiste en ingénierie des structures est actuellement partenaire dans l'agence d'architectes Skidmore, Owings et Merrill située à Chicago.

## Carrière
Bill Baker commence ses études en génie civil à l'université du Missouri, travaille ensuite pour la société ExxonMobil pour enfin obtenir, en 1980, une maîtrise en génie civil à l'université de l'Illinois. Baker a choisi de renforcer son cursus universitaire classique dans le domaine du génie civil avec une base solide de formations théoriques sur les structures et le comportement des matériaux.

En 1981, il rejoint comme ingénieur, le cabinet d'architectes Skidmore, Owings et Merrill à Chicago dans lequel travaille un groupe d'ingénieurs très réputés dirigé par Fazlur Khan et Hal Iyengar (en). Baker commence comme ingénieur assistant; il est rapidement impliqué dans des projets d'envergure et obtient la position de partenaire dès 1996.

Baker est membre à la fois de la  Société Américaine d’Ingénierie Civile (ASCE), de l'institution d'ingénieurs structurels (en) (IStructE) et de la National Academy of Engineering (NAE).

## Distinctions
- En 2013, Bill Baker a reçu le prix « T.R. Higgins » du conférencier de l'institut américain de la construction en acier (en) sur le thème "Innovation structurale : combinaison des théories classiques avec les nouvelles technologies"[7],[8].
- En 2012, Baker est gratifié d'un doctorat honorifique de l'université Heriot-Watt[9].

- En 2011, l'American Society of Civil Engineers (ASCE) lui décerne le prix "Outstanding Projects and Leaders" (OPAL) du design[10].

- Le 13 mai 2010, l'Institution of Structural Engineers (en), attribue à Baker leur plus haute récompense, la médaille d'or IStructE (en)[11].

- En juillet 2009, Baker devient le premier Américain récipiendaire du prix allemand « Fritz Leonhardt » dans le domaine de l'ingénierie des structures[11].

- Le 20 novembre 2008, Baker obtient la médaille « Fazlur Rahman Kahn » du conseil sur les grands immeubles et l’habitat urbain (CTBUH)[12].

## Projets majeurs
La notoriété de l'ingénieur en structure est liée à son travail sur la construction de gratte-ciel emblématiques du début du XXIe siècle :
- Burj Khalifa à Dubaï aux Émirats arabes unis
- Pearl River Tower à Guangzhou en Chine
- Cayan Tower à Dubai
- Trump International Hotel and Tower à Chicago aux États-Unis

Mais son travail ne se limite pas à ce type de construction, on peut citer notamment les réalisations suivantes :
- Raspberry Island (en) à Saint Paul (Minnesota) aux États-Unis
- Broadgate (en) à Londres au Royaume-Uni
- Korean Air Lines Operations Center à Séoul en Corée du Sud
- Siège de l'OTAN à Bruxelles en Belgique
- Renaissance Center à Détroit aux États-Unis
- Millennium Park, pavillon Jay Pritzker & passerelle BP à Chicago

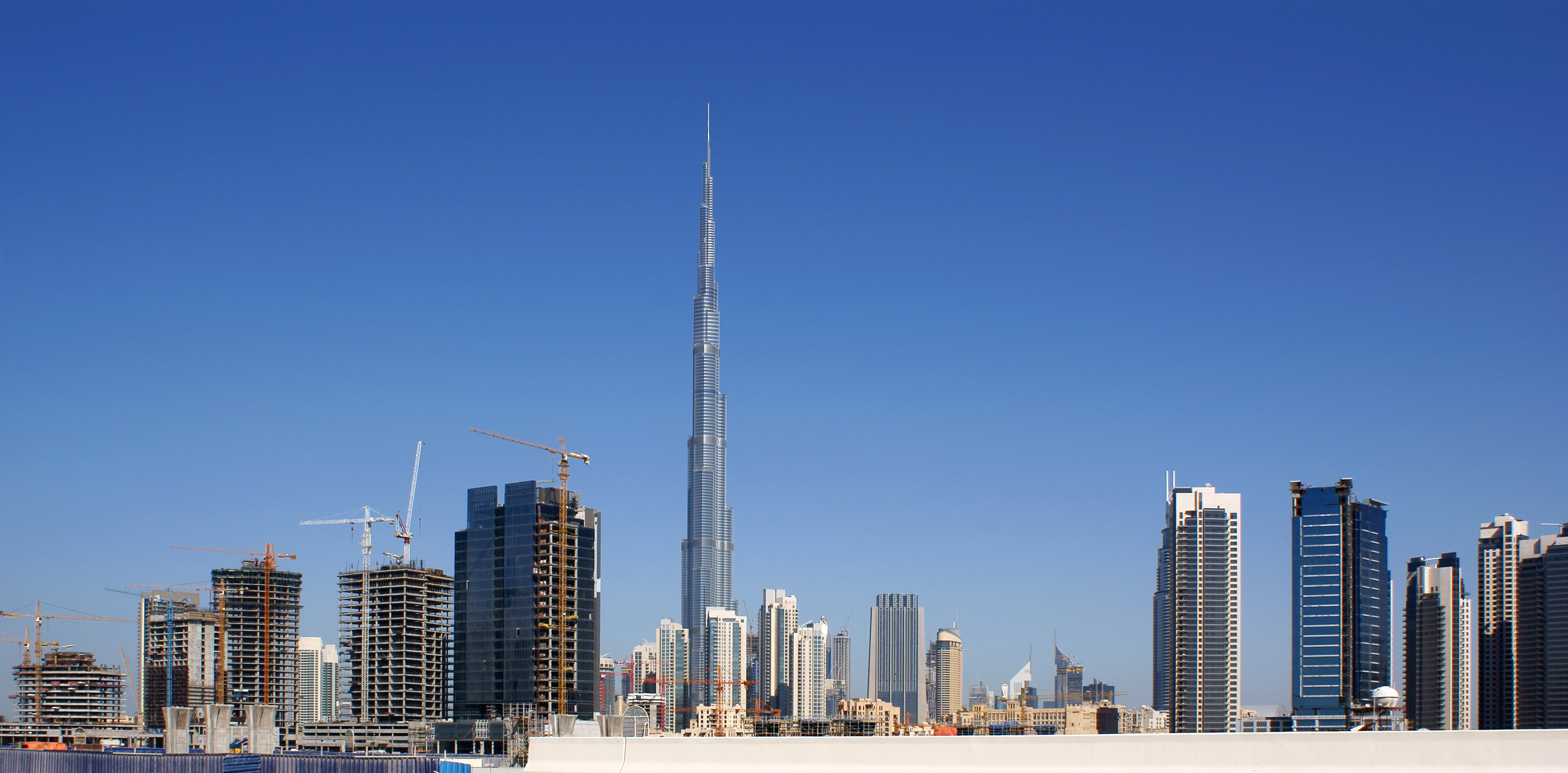
Skyline-Dubai en 2010
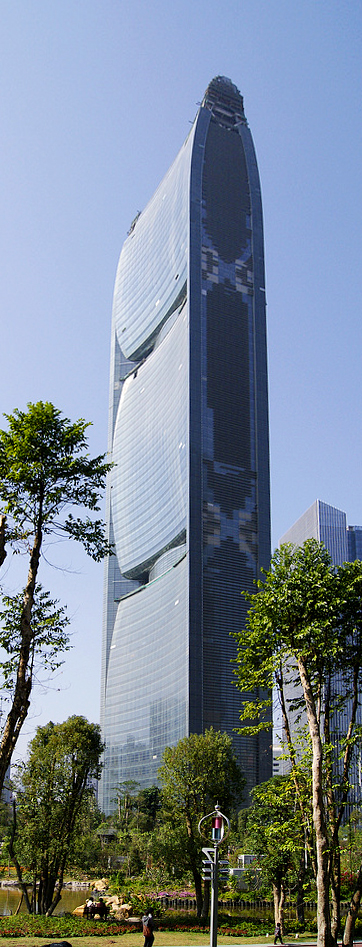
Pearl River Tower